# Unguja Mjini Magharibi
Unguja Mjini Magharibi eller Vest-Zanzibar  er en af Tanzanias 26 administrative regioner. Den ligger på den vestlige del af øen Unguja (Zanzibar), og regionhovedstaden er Zanzibar by. Vest-Zanzibar består af distrikterne Zanzibar Urban og Zanzibar West, og regionen har  anslået 471.341 indbyggere (2009), og et areal på 230 km².

## Eksterne kilder og henvisninger
1. ↑   Statoids, Regions of Tanzania

6°10′S 39°14′Ø / 6.167°S 39.233°Ø